# SVA Gütersloh
SVA Gütersloh (offiziell Sportvereinigung Arminia Gütersloh 1918 e. V.) ist ein Sportverein aus der ostwestfälischen Kreisstadt Gütersloh in Nordrhein-Westfalen mit den Abteilungen Tennis, Handball, Badminton, Hapkido, Leichtathletik, Breitensport und einer Herz- und Gefäß-Sportgruppe. Die Handballabteilung ist Teil der HSG Gütersloh.
Die Fußballabteilung fusionierte am 12. Mai 1978 mit der von DJK Gütersloh zum FC Gütersloh, dem Vorgängerverein des heutigen FC Gütersloh. Die erste Fußballmannschaft spielte drei Jahre in der damals zweitklassigen Regionalliga und nahm einmal am DFB-Pokal teil. Heimspielstätte war das Heidewaldstadion.

## Geschichte

### Entstehung
Im Jahre 1918 gründete sich die Sportvereinigung 1918 Gütersloh. Am 9. Februar 1925 spaltete sich der Deutsche SC 1925 Gütersloh ab. Dieser fusionierte 1933 mit dem Verein Spiel und Sport 1923 Gütersloh, der bis 1923 die Fußballabteilung des am 7. September 1879 gegründeten Gütersloher Turnverein bildete, zum Sportverein Arminia Gütersloh. Ebenfalls 1923 gründete sich der Verein DJK Gütersloh, der sich erst in VfK Gütersloh umbenannte und 1935 dem Sportverein Arminia Gütersloh beitrat. Im August 1945 fusionierten die Sportvereinigung 1918 und der Sportverein Arminia zur Sportvereinigung Arminia Gütersloh. Größter sportlicher Erfolg vor dem Zweiten Weltkrieg war der Aufstieg in die damals erstklassige Bezirksliga Westfalen 1931. Nach nur einer Saison musste die Mannschaft die Liga als Tabellenletzter der Ostgruppe wieder verlassen.

### Nachkriegszeit (1945 bis 1963)
Der SVA Gütersloh wurde allgemein als die „Grünen“ bezeichnet und stand in enger Verbindung mit dem Verlag und Medienkonzern Bertelsmann, der vielen Spielern Arbeitsplätze bot. Die Mannschaft spielte zunächst in der Saison 1945/46 zunächst in der Bezirksklasse Beckum/Paderborn und wechselte danach in die Bezirksklasse Bielefeld. Im Jahre 1950 sicherte sich die Arminia mit fünf Punkten Vorsprung auf die SpVgg Fichte Bielefeld die Meisterschaft und den Aufstieg in die neu geschaffene 2. Landesliga Westfalen. Diese nur kurzzeitig existierende Spielklasse war für den SVA nur eine Durchgangsstation. Mit sechs Punkten Vorsprung auf Borussia Lippstadt sicherten sich die „Grünen“ deutlich die Meisterschaft und den Aufstieg in die Landesliga Westfalen, die damals die höchste westfälische Amateurliga war. Der TuS Bad Salzuflen wurde mit 10:0, die SpVg Werne gar mit 11:0 geschlagen. In der Landesliga etablierten sich die Gütersloher als Spitzenmannschaft. 1955 wurde der SVA Vizemeister hinter dem VfB 03 Bielefeld. 
Ein Jahr später beendeten die „Grünen“ die Saison punktgleich mit Union Herford. Das Entscheidungsspiel um die Staffelmeisterschaft im neutralen Brackwede gewannen die Gütersloher mit 1:0 und zogen damit in die Endrunde um die Westfalenmeisterschaft. In dieser Runde gelang der Mannschaft nur ein Sieg mit einem 3:1 gegen Arminia Ickern, während die Spiele gegen den Dortmunder SC 95 und den Sportfreunden aus Gladbeck bzw. Siegen jeweils verloren wurden. Trotzdem qualifizierte sich die Arminia für die neu eingeführte Verbandsliga Westfalen. Gleich in der ersten Saison wurden die „Grünen“ Vizemeister hinter der SpVg Beckum und platzierten sich zum dritten Mal in Folge vor Arminia Bielefeld. In den folgenden Jahren rutschte die Mannschaft ins Mittelfeld der Tabelle ab. Im Jahre 1962 rettete sich der SVA mit einem Punkt Vorsprung auf Schwarz-Gelb Rheda vor dem Abstieg. Ein Jahr später konnten die „Grünen“ nur noch den VfL Resse 08 hinter sich lassen und stiegen in die nunmehr viertklassige Landesliga ab.

### Der Gütersloher „Fußballkrieg“ (1963 bis 1974)
Im Jahre 1964 bot sich der Möbelfabrikant Willy Stickling dem SVA als Sponsor an, wurde aber von der Vereinsführung abgewiesen. Daraufhin wandte sich Stickling dem Lokalrivalen DJK Gütersloh zu. Nach drei vergeblichen Anläufen schaffte die Arminia erst 1967 den Wiederaufstieg in die Verbandsliga und verwies den Lokalrivalen DJK auf Platz zwei. In den folgenden Jahren entwickelte sich ein Zweikampf um die Vorherrschaft im Gütersloher Fußball, der vom Kicker als „Fußballkrieg“ bezeichnet wurde. 1970 wurden die „Grünen“ Vizemeister ihrer Staffel hinter Eintracht Gelsenkirchen und zogen nach einem 3:1-Entscheidungsspielsieg über den Hombrucher FV 09 in die Deutsche Amateurmeisterschaft ein. Über den FC Emmendingen zog die Mannschaft ins Viertelfinale ein und scheiterte dort am späteren Meister SC Jülich. 
Die Saison 1970/71 beendeten die von Willi Haubrock trainierte Arminia und die Hammer SpVg punktgleich auf Platz eins. Das Entscheidungsspiel um den Staffelsieg in der Beckumer Römerkampfbahn endete vor 10.000 Zuschauern mit 2:2 nach Verlängerung. Helmut Jonscher und Dieter Meis trafen für den SVA. Im Wiederholungsspiel, welches ebenfalls in der Römerkampfbahn ausgetragen wurde, setzten sich die „Grünen“ mit 3:2 nach Verlängerung durch. Für Gütersloh trafen zweimal Dieter Meis sowie Horst Michalzyk. Das Endspiel um die Westfalenmeisterschaft gewann die Arminia gegen den VfL Klafeld-Geisweid 08 mit 1:0.
Die Aufstiegsrunde zur Regionalliga beendeten die „Grünen“ als Tabellenerster vor Klafeld und Bayer 05 Uerdingen. Nach einem neunten Platz in der Saison 1971/72 rutschte die Arminia in die unteren Tabellenregionen ab und verpasste 1974 die Qualifikation zur neu eingeführten 2. Bundesliga. Höhepunkte der Saison 1973/74 waren die Spiele gegen Borussia Dortmund die der SVA beide für sich entscheiden konnte. Da sich die DJK Gütersloh am letzten Spieltag durch einen 3:1-Sieg vor 6000 Zuschauern für die 2. Bundesliga qualifizierten konnte, war die Arminia nur noch zweite Kraft im Gütersloher Fußball.

### Die letzten Jahre der Fußballabteilung (1974 bis 1978)
1975 wurden die „Grünen“ erneut Meister ihrer Verbandsligastaffel. Wie schon 1971 fiel die Entscheidung in Entscheidungsspielen gegen den Union-Nachfolger SC Herford, die die Gütersloher mit 2:1 und 1:0 gewinnen konnte. Die Endspiele um die Westfalenmeisterschaft gingen gegen Westfalia Herne mit 0:2 und 2:4 verloren, wodurch die Arminia die Aufstiegsrunde zur 2. Bundesliga verpasste. Jahrzehnte später behaupteten die Spieler, dass sie aus finanziellen Gründen nicht aufsteigen durften, da der Verein noch unter den Altlasten aus den Regionalligajahren zu kämpfen hatte.
Dafür nahmen die Gütersloher erneut an der Deutschen Amateurmeisterschaft teil, wo sie über die Stationen Bremerhaven 93 und die Amateure von Schwarz-Weiß Essen das Halbfinale erreichte. Nach einer 0:3-Niederlage gegen den VfR Oli Bürstadt sicherte sich der SVA den dritten Platz nach einem 2:1 über die SpVgg 07 Ludwigsburg. Zwei Jahre später wurde die „Grünen“ zum dritten Mal Meister ihrer Verbandsligastaffel. Rot-Weiß Lüdenscheid erwies sich in den Endspielen um die Westfalenmeisterschaft als zu stark und sicherte sich den Titel. Die Arminia musste Qualifikationsspiele zur Zweitliga-Aufstiegsrunde bestreiten und setzte sich nach einem 0:1 im Hinspiel mit einem 4:1-Sieg im Rückspiel gegen die SpVgg Preußen Hameln durch.
In der Aufstiegsrunde wurde die Mannschaft Letzter hinter dem OSC Bremerhaven, dem 1. FC Bocholt und dem Spandauer SV. Bei der einzigen Teilnahme am DFB-Pokal in der Saison 1976/77 unterlag die Arminia dem Zweitligisten SV Darmstadt 98 nur knapp mit 2:3 nach Verlängerung. Als Neunter der Verbandsligasaison 1977/78 hätte die Arminia Qualifikationsspiele für die neu geschaffene Oberliga Westfalen gegen den VfB Altena austragen müssen. Durch die Fusion der SVA-Fußballer mit der Fußballabteilung der DJK, die sich als Achter sportlich qualifiziert hatten, rückte der Kreisrivale TSG Harsewinkel nach.

## Statistik

### Erfolge
- Dritter der Deutschen Amateurmeisterschaft 1975
- Westfalenmeister: 1971
- Meister der Verbandsliga Westfalen 1: 1971, 1975, 1977
- Meister der Landesliga Westfalen: 1956 (Staffel 1), 1967 (Staffel 5)

### Saisonbilanzen
Grün unterlegte Platzierungen kennzeichnen einen Aufstieg während rot unterlegte Platzierungen auf Abstiege hinweisen. Bei gelb unterlegten Platzierungen hat sich die Mannschaft für eine Aufstiegsrunde qualifiziert.
| Saison  | Liga                                  | Level | Platz | S             | U             | N             | Tore   | Punkte | Westdeutscher Pokal | DFB-Pokal          |
| ------- | ------------------------------------- | ----- | ----- | ------------- | ------------- | ------------- | ------ | ------ | ------------------- | ------------------ |
| 1945/46 | Bezirksklasse Beckum/Paderborn        | II    | 05.   | 09            | 03            | 06            | 067:41 | 21:15  | nicht ausgespielt   | nicht ausgespielt  |
| 1946/47 | Bezirksklasse Westfalen, Gr. 1        | II    | 06.   | nicht bekannt | nicht bekannt | nicht bekannt | 033:20 | 15:21  | nicht ausgespielt   | nicht ausgespielt  |
| 1947/48 | Bezirksklasse Westfalen, Gr. 1        | III   | 04.   | 12            | 04            | 06            | 057:42 | 28:16  | nicht ausgespielt   | nicht ausgespielt  |
| 1948/49 | Bezirksklasse Westfalen, Gr. 1        | III   | 04.   | 13            | 03            | 08            | 056:55 | 29:19  | nicht ausgespielt   | nicht ausgespielt  |
| 1949/50 | Bezirksklasse Westfalen, Gr. 1        | IV    | 01.   | 23            | 03            | 04            | 116:35 | 49:11  | nicht qualifiziert  | nicht ausgespielt  |
| 1950/51 | 2. Landesliga Westfalen, Gr. 2        | IV    | 01.   | 21            | 03            | 02            | 092:22 | 45:07  | nicht qualifiziert  | nicht ausgespielt  |
| 1951/52 | Landesliga Westfalen                  | III   | 04.   | 13            | 10            | 07            | 068:43 | 37:23  | 2. Runde            | nicht ausgespielt  |
| 1952/53 | Landesliga Westfalen, Gr. 1 1         | III   | 07.   | 11            | 05            | 10            | 048:47 | 27:25  | nicht qualifiziert  | nicht qualifiziert |
| 1953/54 | Landesliga Westfalen, Gr. 1           | III   | 07.   | 10            | 06            | 10            | 046:44 | 26:26  | nicht qualifiziert  | nicht qualifiziert |
| 1954/55 | Landesliga Westfalen, Gr. 1           | III   | 02.   | 17            | 08            | 05            | 064:29 | 42:18  | nicht qualifiziert  | nicht qualifiziert |
| 1955/56 | Landesliga Westfalen, Gr. 1           | III   | 01.   | 18            | 08            | 02            | 066:18 | 44:12  | nicht qualifiziert  | nicht qualifiziert |
| 1955/56 | Westfalenmeisterschaft                | III   | 04.   | 01            | 0             | 03            | 005:08 | 02:06  | nicht qualifiziert  | nicht qualifiziert |
| 1956/57 | Verbandsliga Westfalen, Gr. 1 2       | III   | 02.   | 16            | 07            | 07            | 044:26 | 39:21  | nicht qualifiziert  | nicht qualifiziert |
| 1957/58 | Verbandsliga Westfalen, Gr. 1         | III   | 04.   | 16            | 04            | 10            | 058:38 | 36:24  | 3. Runde            | nicht qualifiziert |
| 1958/59 | Verbandsliga Westfalen, Gr. 1         | III   | 09.   | 13            | 02            | 15            | 033:39 | 28:32  | nicht qualifiziert  | nicht qualifiziert |
| 1959/60 | Verbandsliga Westfalen, Gr. 1         | III   | 04.   | 15            | 09            | 06            | 047:35 | 39:21  | nicht qualifiziert  | nicht qualifiziert |
| 1960/61 | Verbandsliga Westfalen, Gr. 1         | III   | 11.   | 10            | 05            | 13            | 034:40 | 25:31  | nicht qualifiziert  | nicht qualifiziert |
| 1961/62 | Verbandsliga Westfalen, Gr. 1         | III   | 12.   | 09            | 08            | 11            | 038:50 | 26:30  | nicht qualifiziert  | nicht qualifiziert |
| 1962/63 | Verbandsliga Westfalen, Gr. 1         | III   | 14.   | 07            | 08            | 13            | 034:45 | 22:34  | nicht qualifiziert  | nicht qualifiziert |
| 1963/64 | Landesliga Westfalen, Gr. 5           | IV    | 03.   | 19            | 02            | 09            | 066:38 | 40:20  | nicht qualifiziert  | nicht qualifiziert |
| 1964/65 | Landesliga Westfalen, Gr. 5           | IV    | 03.   | 11            | 15            | 06            | 054:42 | 37:27  | nicht qualifiziert  | nicht qualifiziert |
| 1965/66 | Landesliga Westfalen, Gr. 5           | IV    | 05.   | 12            | 06            | 10            | 057:43 | 30:36  | nicht qualifiziert  | nicht qualifiziert |
| 1966/67 | Landesliga Westfalen, Gr. 5           | IV    | 01.   | 21            | 06            | 03            | 062:35 | 46:12  | nicht qualifiziert  | nicht qualifiziert |
| 1967/68 | Verbandsliga Westfalen, Gr. 1         | III   | 04.   | 12            | 09            | 09            | 043:42 | 33:27  | nicht qualifiziert  | nicht qualifiziert |
| 1968/69 | Verbandsliga Westfalen, Gr. 1         | III   | 04.   | 15            | 07            | 08            | 051:38 | 37:23  | 1. Runde            | nicht qualifiziert |
| 1969/70 | Verbandsliga Westfalen, Gr. 1         | III   | 02.   | 19            | 05            | 06            | 074:31 | 43:17  | nicht qualifiziert  | nicht qualifiziert |
| 1970/71 | Verbandsliga Westfalen, Gr. 1         | III   | 01.   | 19            | 05            | 06            | 071:29 | 43:17  | nicht qualifiziert  | nicht qualifiziert |
| 1970/71 | Aufstiegsrunde zur Regionalliga West  | III   | 01.   | 02            | 02            | 0             | 005:02 | 06:02  | nicht qualifiziert  | nicht qualifiziert |
| 1971/72 | Regionalliga West                     | II    | 09.   | 12            | 07            | 15            | 048:56 | 31:37  | 2. Runde            | nicht qualifiziert |
| 1972/73 | Regionalliga West                     | II    | 16.   | 07            | 10            | 17            | 044:68 | 24:44  | 4. Runde            | nicht qualifiziert |
| 1973/74 | Regionalliga West 3                   | II    | 13.   | 09            | 10            | 15            | 047:66 | 28:40  | 1. Runde            | nicht qualifiziert |
| 1974/75 | Verbandsliga Westfalen, Gr. 1         | III   | 01. 4 | 18            | 10            | 06            | 066:38 | 46:22  | nicht ausgespielt   | nicht qualifiziert |
| 1975/76 | Verbandsliga Westfalen, Gr. 1         | III   | 05.   | 14            | 10            | 10            | 059:49 | 38:30  | nicht ausgespielt   | nicht qualifiziert |
| 1976/77 | Verbandsliga Westfalen, Gr. 1         | III   | 01.   | 19            | 08            | 07            | 068:44 | 46:22  | nicht ausgespielt   | 1. Runde           |
| 1976/77 | Aufstiegsrunde zur 2. Bundesliga Nord | III   | 04.   | 01            | 01            | 04            | 007:15 | 03:09  | nicht ausgespielt   | 1. Runde           |
| 1977/78 | Verbandsliga Westfalen, Gr. 1         | III   | 09.   | 15            | 07            | 12            | 052:36 | 37:31  | nicht ausgespielt   | nicht qualifiziert |

## Persönlichkeiten

### Spieler
- Erhard Ahmann
- Harald Bleckert
- Edmund Brylewski
- Harry Ellbracht
- Franz Graul
- Volker Graul
- Fred Hoff
- Heinz-Theo Horst
- Helmut Jonscher
- Detlef Kemena
- Martin Kollenberg
- Klaus Köller
- Herbert Liedtke
- Günter Lubasch
- Dieter Meis
- Wilhelm Mense
- Horst Michalzyk
- Wolfgang Mocek
- Hans-Jürgen Neisen
- Volker Peschke
- Axel Preuß
- Hellmut Schmeißer
- Detlef Schnier
- Günter Srowig
- Werner Waddey
- Klaus Witt
- Willi Zander

### Trainer
- Erhard Ahmann
- Otto Faist
- Willi Haubrock
- Günter Luttrop

## Stadion

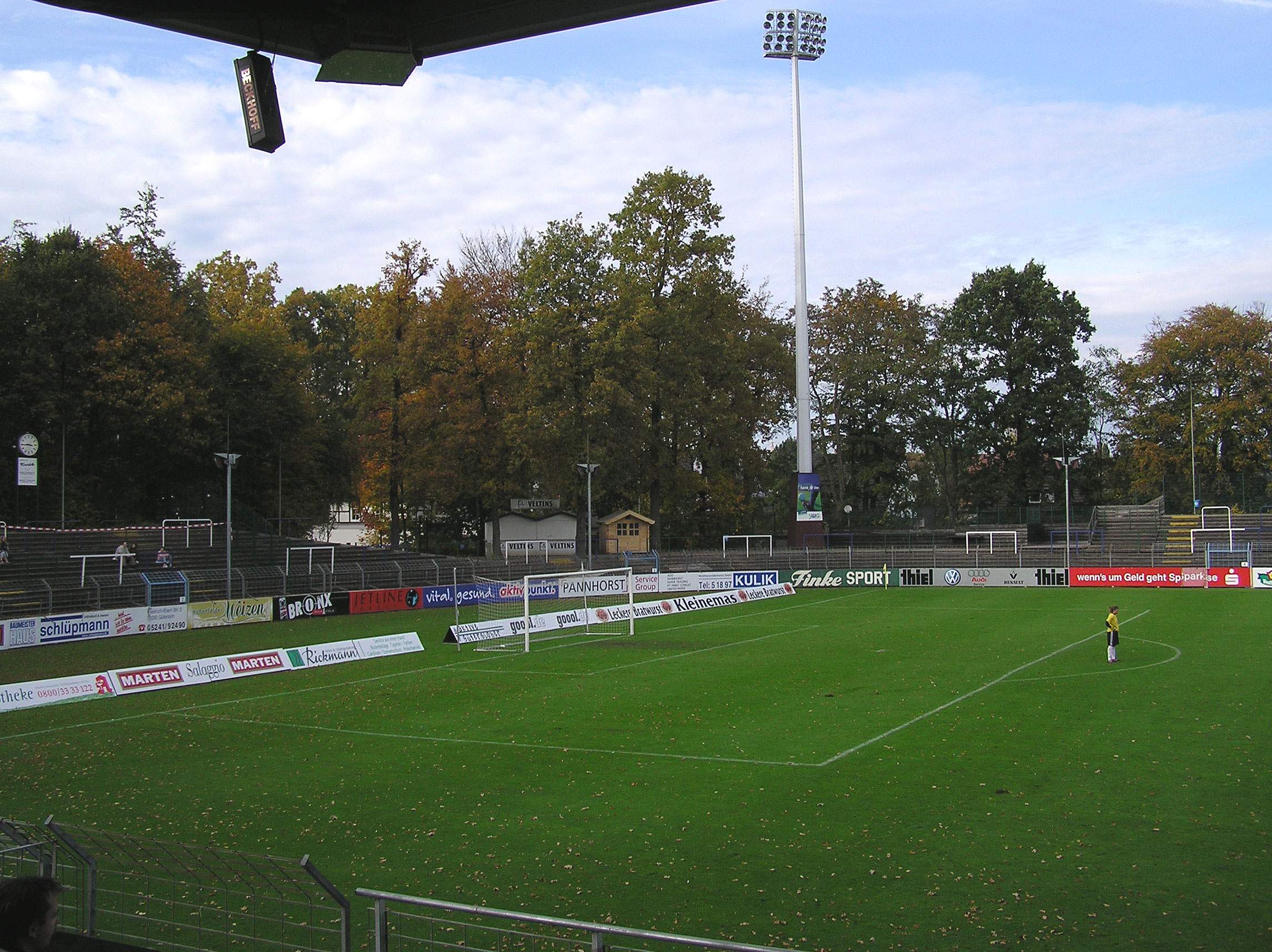
Heidewaldstadion, von der Sitzplatztribüne aus aufgenommen

Heimspielstätte des SVA Gütersloh war das Heidewaldstadion im Stadtteil Sundern. Das Stadion wurde im Jahre 1933 eröffnet und hieß bis 1945 Adolf-Hitler-Kampfbahn. Im Jahre 1972 wurde das Stadion für zwei Millionen Mark in ein reines Fußballstadion mit 15.000 Plätzen umgebaut. Die letzte Renovierung fand im Jahre 1997 statt. Heute liegt das Fassungsvermögen bei 12.500 Plätzen. Die Haupttribüne bietet 1150 überdachte Sitzplätze. Während des Umbaus des Heidewaldstadions im Jahre 1972 wich der SVA Gütersloh in die TSG-Kampfbahn in Rheda aus.
Der SVA Gütersloh teilte sich ab 1969 das Heidewaldstadion mit dem Lokalrivalen DJK Gütersloh. Dieser war seinerzeit in die Regionalliga West aufgestiegen, durfte aber dort nicht auf dem bislang genutzten Ludwig-Wolker-Platz an der Schledebrückstraße spielen, da dieser nicht regionalligatauglich war. Nach der Fusion der Fußballabteilungen des SVA und der DJK nutzten sowohl der historische als auch der heutige FC Gütersloh das Heidewaldstadion. Bei der Fußball-Weltmeisterschaft 2006 der Menschen mit Behinderung wurde die Partie zwischen Russland und Nordirland im Heidewaldstadion ausgetragen, welches mit einem torlosen Remis endete.